# 22146 Samaan
22146 Samaan è un asteroide della fascia principale. Scoperto nel 2000, presenta un'orbita caratterizzata da un semiasse maggiore pari a 2,7534331 au e da un'eccentricità di 0,0857048, inclinata di 7,50842° rispetto all'eclittica.
L'asteroide è dedicato all'insegnante statunitense Fida Samaan.